# Куцурако
Куцурако — река в России, протекает в Цунтинском районе республики Дагестан. Длина реки составляет 10 км. Площадь водосборного бассейна — 33,8 км².
Начинается на северном склоне хребта Кошимар на границе с Грузией. Течёт в северо-западном направлении вдоль хребтов Нуцурако и Тинагамеэр по долине, поросшей сосново-берёзовым лесом. Устье реки находится в 0,9 км по правому берегу реки Нуцурако на высоте 1636 метров над уровнем моря.

## Данные водного реестра
По данным государственного водного реестра России относится к Западно-Каспийскому бассейновому округу, водохозяйственный участок реки — Сулак от истока до Чиркейского гидроузла. Речной бассейн реки — Терек.
Код объекта в государственном водном реестре — 07030000112109300000889.